# Fibroză chistică
Fibroza chistică, sau mucoviscidoza,  este una din cele mai răspândite boli monogenice recesive și este provocată de mutații în gena CFTR (Cystic Fibrosis Transmembrane Conductance Regulator). Proteina codificată de această genă controlează secreția glandelor exocrine din numeroase organe, mutațiile determinând îngroșarea secrețiilor și afectarea funcției sistemului bronhopulmonar, sistemului digestiv, reproductiv și a altor organe.
În limbajul familial fibroza chistică este uneori numită „boala celor 65 de trandafiri”. Numele a fost creat de un băiețel care și-a auzit mama vorbind la telefon despre boala lui. În limba engleză numele bolii (cystic fibrosis) are o pronunție asemănătoare cu cea a expresiei sixtyfive roses („65 de trandafiri”).

## Frecvența bolii și transmitere
În populația europeană fibroza chistică are o incidență de aproximativ 1/2.500 nou-născuți, ceea ce ar corespunde unei frecvențe a heterozigoților de 1/25. 
Boala are o transmitere de tip autosomal recesiv. Părinții unui copil bolnav sunt heterozigoți (poartă o variantă - alelă - mutantă și una normală a genei CFTR și sunt sănătoși). Riscul de recurență în familie, după nașterea unui copil afectat de această boală este de 25%.

## Manifestarea bolii
Boala se poate manifesta sub trei forme de gravitate variabilă. Gravitatea bolii depinde, în principal, de tipul de mutații ale genei CFTR.
În unele cazuri, chiar dacă mutațiile în gena CFTR sunt identice, se pot observa diferențe în manifestarea bolii. O concordanță semnificativ mai mare a severității bolii a fost observată la gemenii monozigoți (care sunt identici din punct de vedere genotipic) decât la gemenii dizigoți (care au în comun doar 50% din alele și care pot suferi influențe variabile ale mediului înconjurător). Cand proteina CFTR este defecta, celulele epiteliale nu pot regla modul în care clorul (care face parte din sarea numita clorura de sodiu) trece prin membranele celulare. Acest lucru perturba echilibrul esential al sarii si apei, necesar pentru a mentine o captuseala normala subtire de fluid si mucus in interiorul plamanilor, pancreasului si al cailor de trecere din alte organe. Mucusul devine gros, lipicios si greu de deplasat.
In mod normal, mucusul din plamani captureaza germenii, care apoi sunt eliminati din plamani. Dar in cazul în care este prezenta boala, mucusul gros si lipicios si germenii pe care i-a capturat raman in plamani, care sunt astfel infectati.
In pancreas, mucusul gros blocheaza canalele care in mod normal transporta enzimele importante catre intestine pentru a digera alimentele. Cand acest lucru se intampla, corpul nu poate procesa sau absorbi corect nutrientii, mai ales grasimile. Copiii care au fibroza chistica iau lent in greutate, chiar daca au o dieta normala si un bun apetit.
Astfel, manifestarea bolii este dependentă de tipul mutații ale genei CFTR, de variantele alelice ale genelor modificatoare și de influența factorilor de mediu, ponderea acestor factori fiind însă greu de evaluat pentru fiecare caz în parte.

### Forma "clasică" a fibrozei chistice
În forma clasică (OMIM# 219700) fibroza chistică este o boală multisistemică ce afectează plamânii, pancreasul exocrin, ficatul, glandele sudoripare și canalele deferente.
Afectarea pulmonară este caracterizată prin inflamație cronică și infecții repetate, adesea cu bacterie rezistente la antibiotice. Ea duce la distrugerea țesutului pulmonar și insuficiența pulmonară. Este cea mai frecventă cauză de deces în această boală.
Afectarea digestivă este determinată de insuficiența pancreatică (absența secrețiilor pancresului exocrin) ce duce la malabsorbție, steatoree - determinată de absența digestiei grăsimilor - și întârzierea creșterii.
Afectarea hepatică poate fi importantă, cu ciroză biliară determinată de ocluzia canalelor biliare.
Afectarea vaselor deferente se manifestă prin agenezia acestora ce duce la sterilitate la aproximativ 95% din pacienți.
Identificarea mecanismelor patogenice implicate în această boală a permis realizarea de tratamente (antibioterapie, kineziterapie respiratorie, subtituția cu extracte pancreatice) ce au contribuit la îmbunătățirea stării pacienților cu prelungirea longevității medii la 30 ani în USA.

### Forma "atenuată" a fibrozei chistice
În această formă a bolii afectarea diverselor organe este variabilă: numai afectare pulmonară, afectare pulmonară și digestivă, afectare pulmonară și sterilitate, etc..

### Absența bilaterală a canalelor deferente
Absența bilaterală a canalelor deferente (OMIM# 277180) (în engleză CBAVD pentru congenital bilateral aplasia of the vas deferens) este forma cea mai "ușoară" a bolii  și se manifestă numai prin sterilitate datorată absenței canalelor deferente.

## Genetică moleculară
Gena CFTR a fost identificată în 1989. Ea este localizată pe cromozomul 7, în regiunea 7q31.3, și ocupă aproximativ 250 kb. Este formată din 27 exoni (numărul lor mare reprezintă o dificultate în identificarea mutațiilor prin secvențializare) și corespunde unui ARN mesager de 6,5 kb ce codifică o proteină de 168 kDa formată din 1.480 acizi aminați.
Proteina CFTR este o proteină transmembranară care funcționează ca un canal de clor dependent de cAMP (adenozin-monofosfatul ciclic) și este localizată în membranele apicale ale celulelor pulmonare, ale sinusurilor, pancreasului, mucoasei intestinale, a vaselor deferente și a glandelor sudoripare.

## Clasificarea mutațiilor geneiCFTR
Peste 1.500 mutații în gena CFTR au fost identificate. Aceste mutații sunt clasificate în 6 clase. Unii autori reduc numărul de clase la 4 prin asocierea mutațiilor claselor 1 cu 5 și 2 cu 6.
- I – Dereglarea sintezei proteinei CFTR datorită mutațiilor care determină formarea unei proteine trunchiate (mutații ce determină apariția unui codon stop, mutații ce modifică cadrul de lectura și mutații ale siturilor de matisare ale exonilor)(spre exemplu mutațiile G542X, W1282X, R553X, 621+1G>T)
II - Alterarea maturării intracelulare a proteinei (procesare posttraducțională și transport intracelular) al proteinei CFTR datorită mutațiilor care modifică sau deleteaza un aminoacid (spre exemplu mutațiile F508del, N1303K, I507del)
III - Afectarea reglării funcției canalului ionic datorită mutațiilor care modifică un aminoacid în domeniul de fixare al ATP-ului (spre exemplu mutațiile G551D, G1244E, S1255P)
IV – Micșorarea conductanței canalului ionic (diminuarea fluxului ionic sau modificarea selectivității) datorită mutațiilor care modifică un aminoacid în regiunile transmembranare ce participă la formarea canalului ionic (spre exemplu mutațiile R334W, R347P, R117H)
V - Reducerea numărului de molecule de ARN mesager datorită mutațiilor care determină formarea unui ARN instabil (spre exemplu mutațiile 3849+10kbC>T, A455E, IVS8(5T), 1811+1,6kbA>G)
VI – Alterarea stabilității moleculelor proteice de la suprafața celulară (spre exemplu mutația G551D)

## Mutația F508del
Mutația F508del (notată uneori cu ΔF508) este cea mai frecventă mutație. Frecvența ei este variabilă în funcție de populație, variind între ~90% la pacienții din populațiile Europei de nord și 50% în sudul Europei. Existența acestui gradient sud-est → nord-vest a fost explicată prin avantajul selectiv al heterozigoților față de deshidratarea produsă de diareea provocată de enterotoxine bacteriene.  

## Diagnosticul molecular
Diagnosticul molecular poate fi realizat prin căutarea țintită a mutațiilor frecvente în populația de origine a pacientului sau prin secvențializarea completă a fragmentului de ADN ce conține gena CFTR.